# Iordachi Wassilko de Serecki

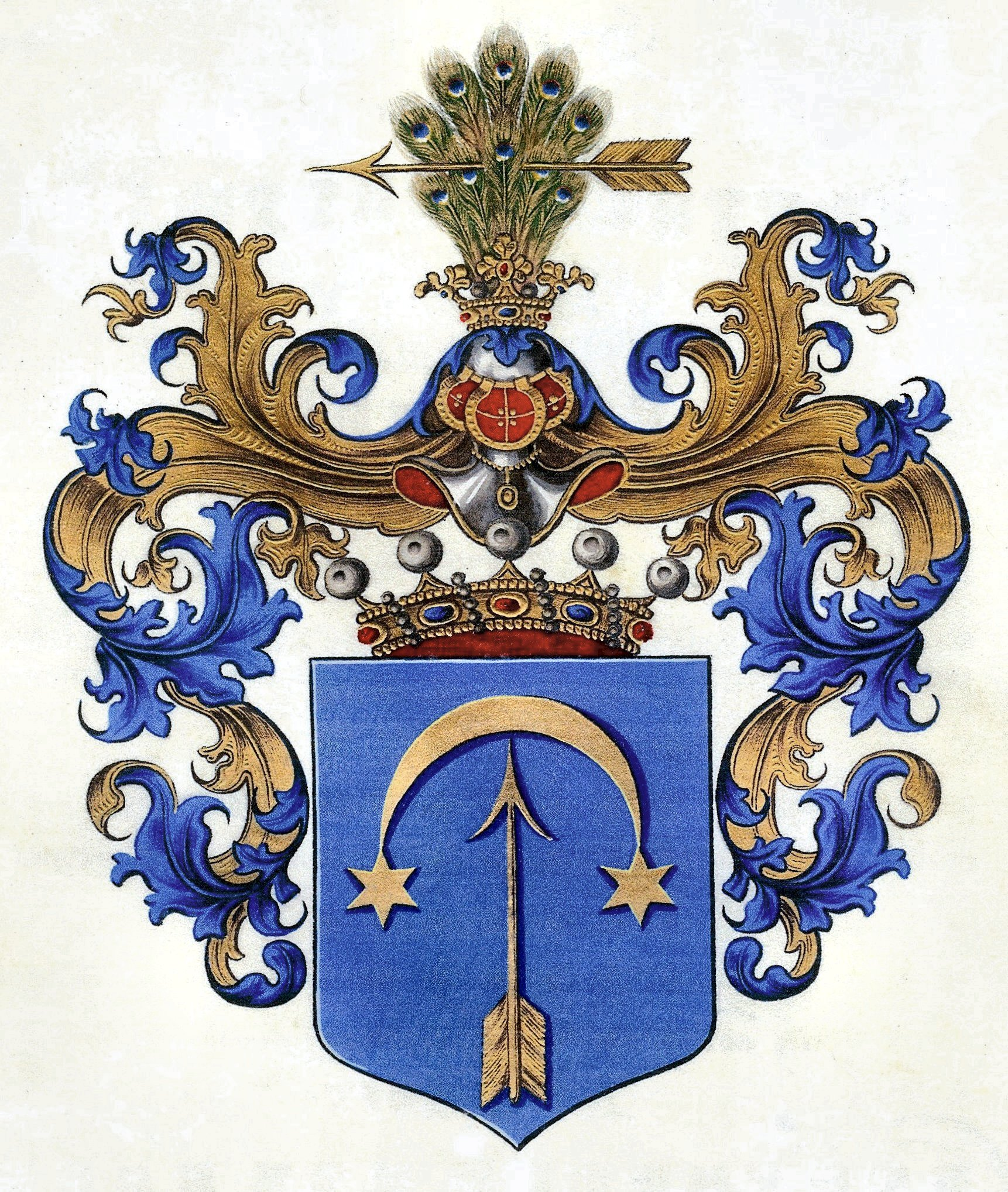
Stema baronilor Wassilko de Serecki

Iordachi baron Wassilko de Serecki, scris de asemenea Vasilco-Serețchi,, în limba germană/original: Jordaki Freiherr Wassilko von Serecki (n. 4 martie 1795, Berhomet pe Siret – d. 6 noiembrie 1861, tot acolo), a fost mare moșier bucovinean, politician austriac și patriot român, membru al Consiliului Imperial (pe timpul său numit Staatsrat (Consiliul de Stat), și apoi al Camerei Superioare (Herrenhaus) a imperiului austriac din familia Wassilko de Serecki.

## Biografie

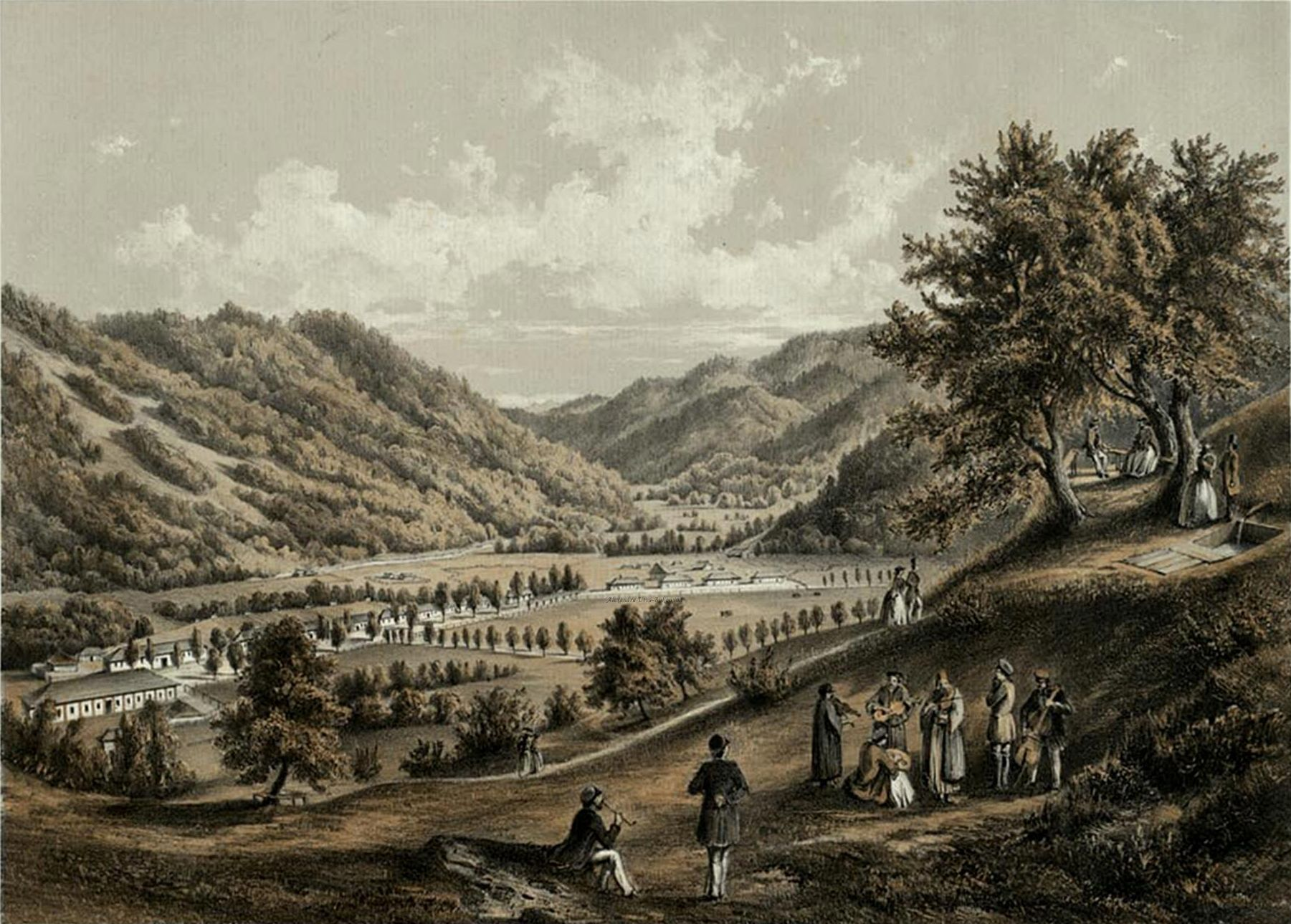
Bad Lopuszna, 1870

Iordachi a fost educat de profesori particulari la Berhomet. După moartea tatălui său Vasile, Iordachi a administrat posesiunile moștenite și a început să se angajeze politic.
În 1837 a dat voie, ca unul dintre primii proprietari, să se stabilească 40 de familii germane pe lângă pârâului Mihodra la Berhomet, populația autohtonă fiind prea mică. Le-a închiriat teren și le-a acordat dreptul de exploatare a lemnului pentru o chirie modică de 1-2 florini pe lună.

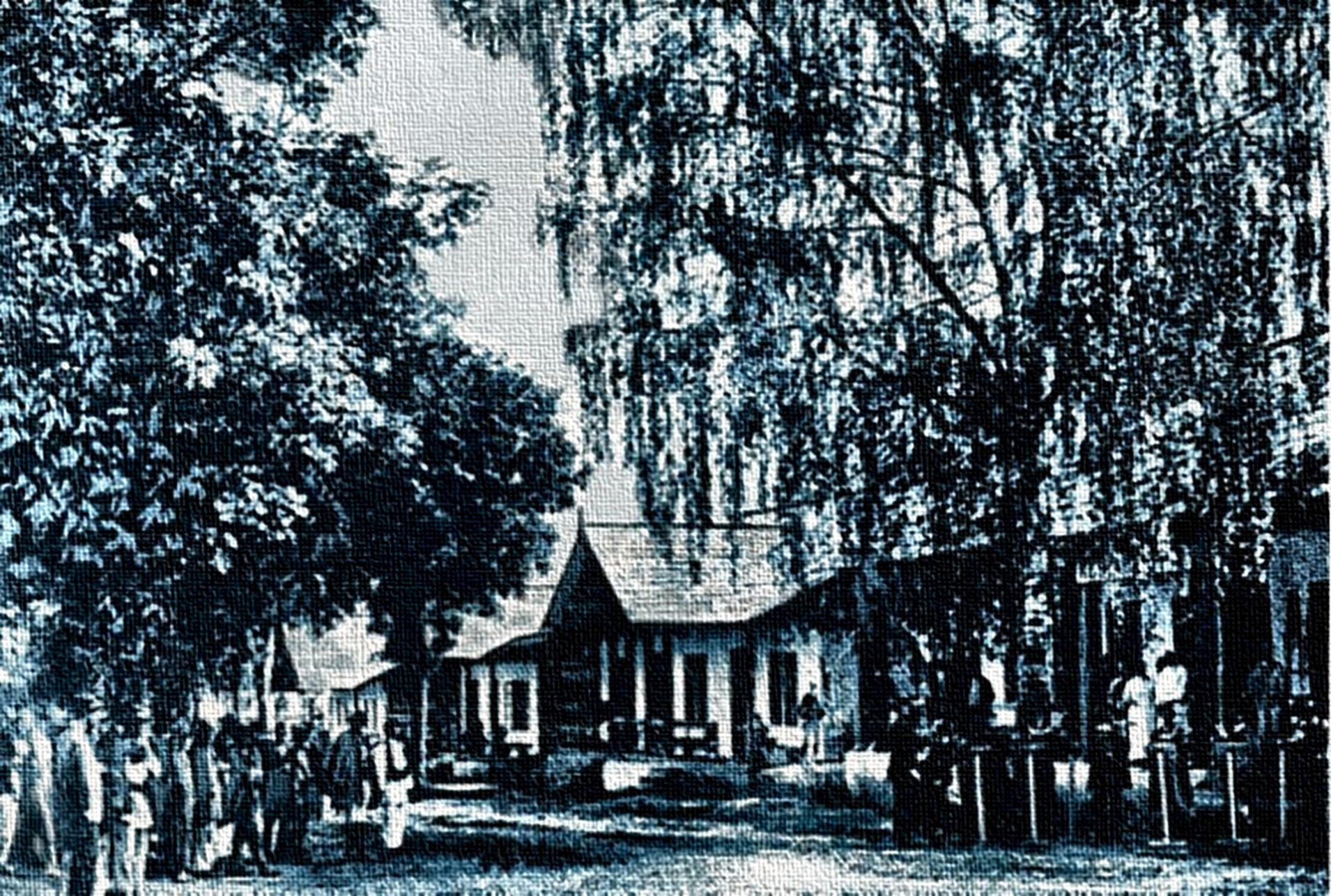
Lăpușna înainte de 1900

În anii 40 ai secolului al 19-lea Iordachi a început lărgirea și extinderea casei sale moșierești, ce a fost baza pentru construcția ulterioară a Castelului Berhomet. A dezvoltat Lăpușna (Lopușna) cu apa ei specială într-un centru balnear. După vizita desemnatului arhiduce și pretendent al tronului Carol Ludovic al Austriei ca oaspete al lui Iordachi, a fost condus și la baia minerală. După permisiunea prințului, ca fântâna locală să poartă nume său (Carl-Ludwig-Brunnen),  reputația Lăpușnei a fost îmbunătățită enorm. Până la începutul Primului Război Mondial, localitatea se numea Bad Lopuszna și era una din cele mai populare stațiuni balneare din Bucovina.
Iordachi a fost patron al parohiei Sf. Nicolae din Berhomet. În 1843 biserica ortodoxă de acolo, împreună cu Șipotele pe Siret, Mazuri, Bursuci și Lăpușna a avut 2236 de enoriași. De asemenea a fost responsabil pentru construirea unei școli cu șase clase, care a fost inaugurată în 1861.
Petiția către împăratul Austriei pentru transformarea provinciei galițiene Bucovina într-un ducat al coroanei cu acest nume, a fost susținută și subscrisă de mulți respectați români bucovineni, între ei și Eudoxiu de Hurmuzaki, împreună cu frații săi Alexandru, Constantin, Gheorghe și Nicolae. Petiția a fost formulată și postulată de Iordachi, în 1849, în „Promemoria [memorand] privind  petiția  țării  (landului)  Bucovinei  din anul 1848”/„Promemoria zur Bukowiner Landespetition vom Jahre 1848“, scrisă în limba germană și română. Cererea a fost confirmată, dar pusă în aplicare de abia în 1861. 

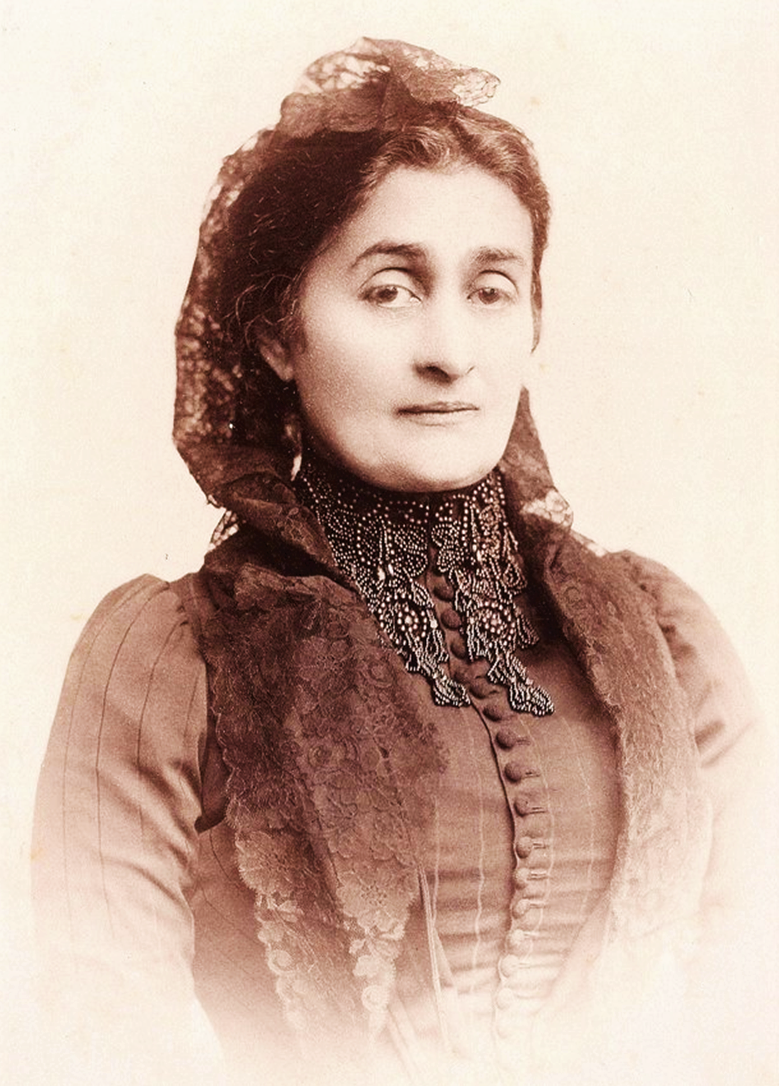
Ana de Calmuțchi, 1860

Cavalerul a fost decorat în 1855 cu Ordinul Împărătesc al Coroanei de Fier de clasa a 2-a. și prin urmare a fost ridicat la rangul de Baron austriac cu predicatul "de Serecki" (Sireteanul) prin  cea mai înaltă rezoluție a împăratului Franz Joseph I din 14 iulie 1855 la Viena. Titlul baron era doar valabil pentru el și urmașii săi legali.
La 13 decembrie 1860, când în Austria a fost instalat guvernul centralist al lui Anton von Schmerling, au apărut perspective noi privind soluționarea pozitivă a problemei bucovinene. La 27 decembrie, în casa boierului Iordachi Vasilco, a avut loc o consfătuire a reprezentanților orașului Cernăuți și a boierimii bucovinene în vederea alcătuirii unui nou memoriu al Bucovinei.
Baronul a fost membru al Parlamentului Imperial austriac până în 1861. Cu înființarea Camerei Domnilor a Imperiului Austriac la 18 aprilie 1861, a fost numit membru pe viață al acestei instituții.
În noaptea de miercuri, 6 noiembrie 1861, baronul a suferit un accident vascular cerebral violent, în urma căruia a decedat. A fost înmormântat trei zile mai târziu cu mare pompă în cimitirul familiei din Berhomet, dar piatră sa funerară nu mai există. Marea sa dorință de a înființa un fideicomis pentru fiul său mai mare Alexandru a rămas neîmplinită în timpul vieții sale.

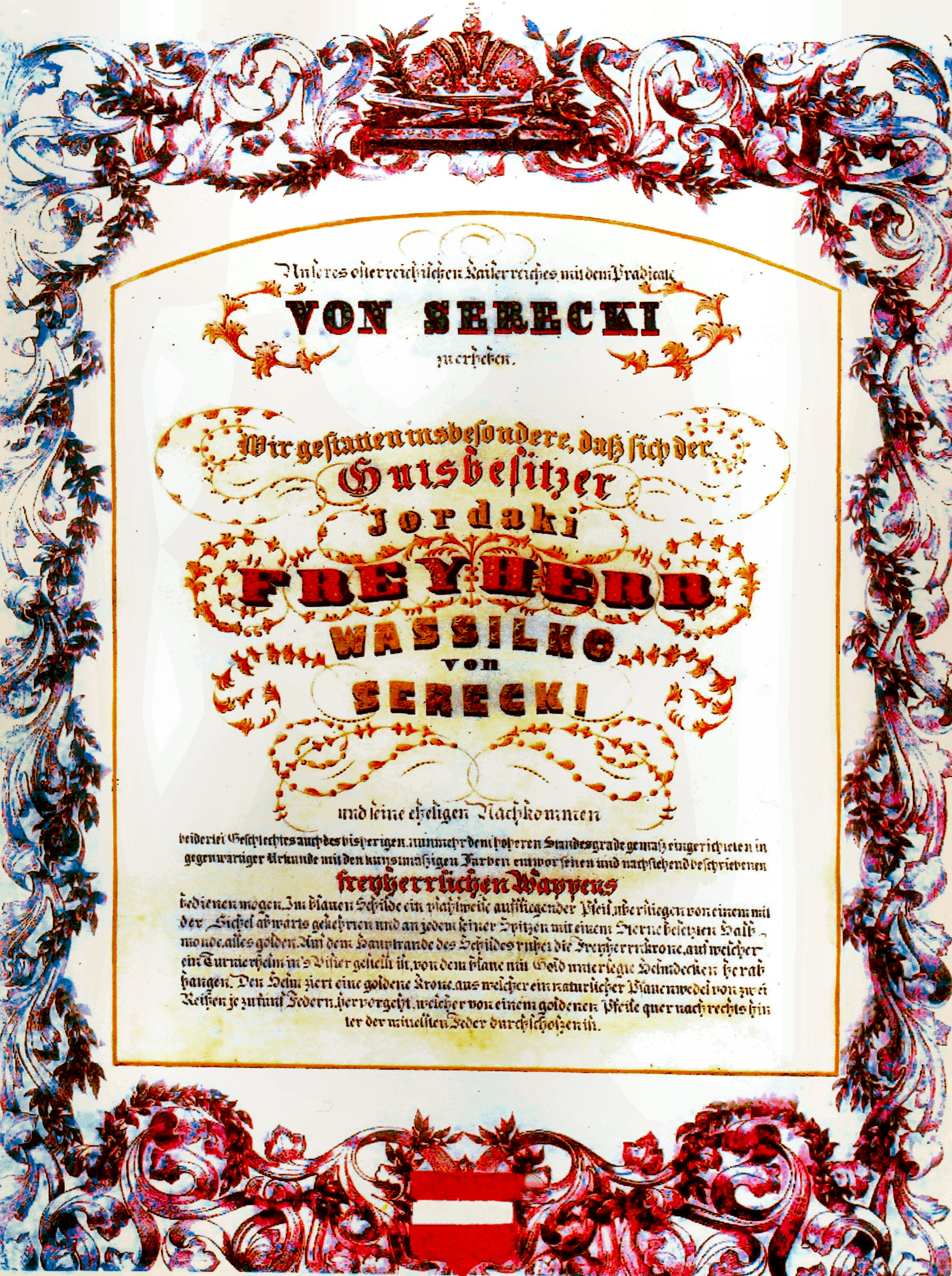
Diploma de Baron a lui Ioradchi Wassilko de Serecki

După moartea timpurie a tuturor celorlalți urmași bărbătești, a rămas numai Alexandru. Acesta a cerut atunci înființarea unui fideicomis, care i-a fost acordat la 10 noiembrie 1888. Fideicomisul a purtat numele "Jordaki Freiherr Wassilko von Sereck'ische Realfideikomiss" în onoarea tatălui său.

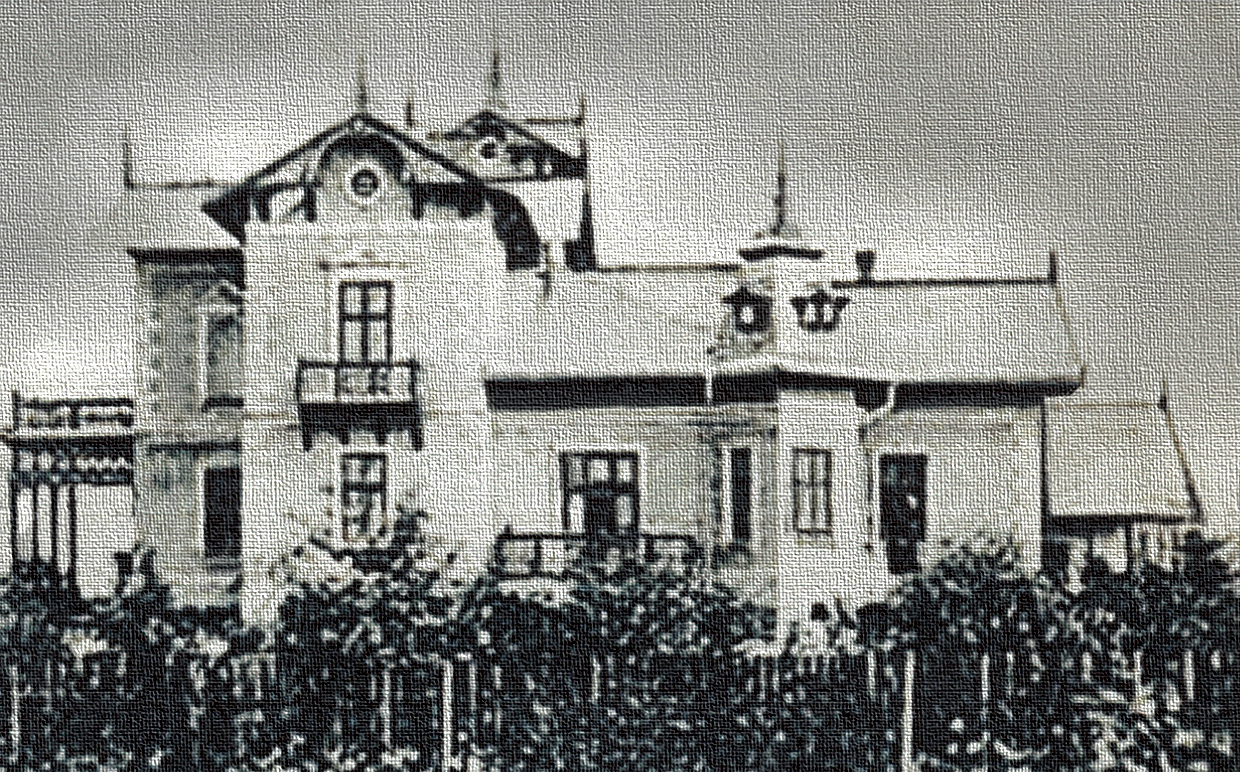
Castelul din Mihova, construit de Iordachi Wassilko de Serecki, distrus în august 1917 de armata rusă în retragere.

## Familia

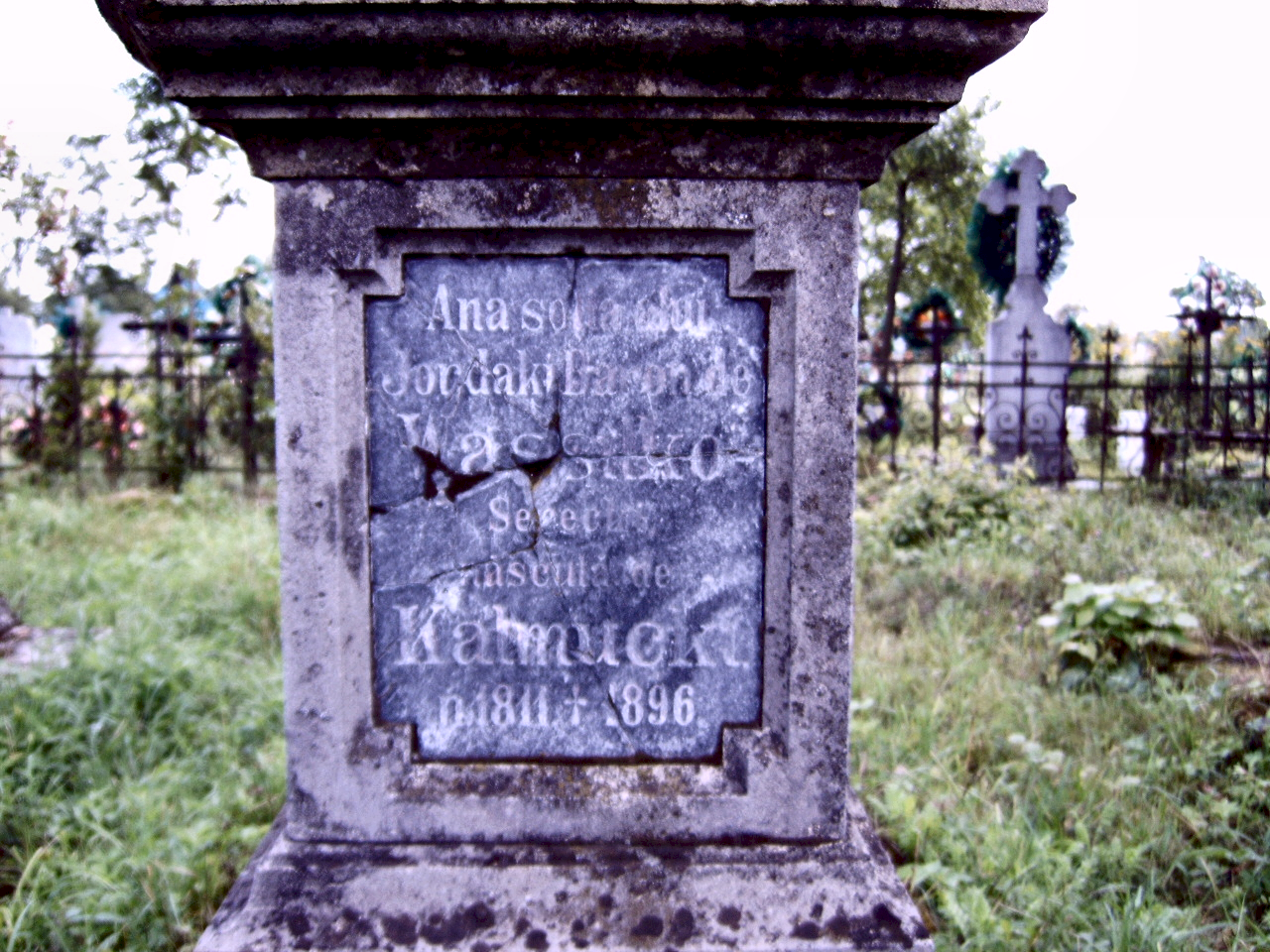
Mormântul Anei, născută Calmuțchi

Baronul a fost primul fiu a lui Vasile cavaler de Wassilko (1761-1825) și al Anastasiei (n. 17 august 1767 - d. 28 septembrie 1842), fiica căpitanului imperial și moșierului (Crasna Ilschi) Alexandru cavaler de Ilschi (n. 1728 - d. 22 mai 1800) și al Anei Curt (n. 1748 - d. 23 august 1830). Acest Alexandru Ilschi (Ilski), tatăl Nastasiei, a fost fiul lui Nicolae Ilschi (1681-1750) și al Ilincăi (=Elenei) (1698-1765), fata lui Iordachi Flondor. Tatăl lui Nicolae, Alexandru (1642-1710), din familia conților polonezi Jelski, a fost „leah din Litva (ductor cohortis)” și stabilindu-se în Moldova, s-a căsătorit cu Măria Petriceicu, sora sau nepoata voievodului Ștefan Petriceicu.
Iordachi s-a căsătorit în Rohozna pe 15 noiembrie 1826 cu Ana Pulcheria (n. 3 noiembrie 1811, Rohozna (Bucovina) - d. 22 august 1896,  Cernăuți), fiica moșierului (Călinești, mai târziu în posesia conților Della Scala) Gheorghe cavaler de Calmuțchi (1769-1832) și al Paraschivei de Potlog din Rohozna (d. 1852).  Ei au avut șapte copii:
- Alexandru baron Wassilko de Serecki (1827-1893), căsătorit cu Ecaterina de Flondor (1843-1920),
- Mihai baron Wassilko de Serecki (n. 28 ianuarie 1836, Berhomet - d. 22 februarie 1870, Viena), maior in armata austro-ungară
- George baron Wassilko de Serecki (n. 1840, Berhomet - d. 20 august 1871), căsătorit cu Pulcheria de Costin (d. 4 aprilie 1917)
- Ioan (Johann) baron Wassilko de Serecki (d. 19 iunie 1861)
- Ecaterina baroneasă Wassilko de Serecki, căsătorită cu Gheorghe cavaler de Giurgiuvan, primar de Dorohoi
- Victoria  baroneasă Wassilko de Serecki, căsătorită cu Nicolae baron de Cârste
- Maria baroneasă Wassilko de Serecki (n. 6 noiembrie 1832 - d. 1 noiembrie 1912), căsătorită cu căpitanul imperial Franz von Welschan  (n. 8 martie 1822 - d. 20 martie 1906)